# Sinaida Juljewna Schokalskaja
Sinaida Juljewna Schokalskaja (russisch Зинаида Юльевна Шокальская; * 27. Novemberjul. / 9. Dezember 1882greg. in St. Petersburg; † 5. Februar 1961 in Leningrad) war eine russische bzw. sowjetische Bodenkunde-Geographin.

## Leben
Schokalskaja, Tochter des Geographen Juli Schokalski, studierte in St. Petersburg von 1909 bis 1914 in der naturwissenschaftlichen Fakultät der Höheren Bestuschew-Kurse für Frauen mit Spezialisierung auf Bodenkunde und Mineralogie. Während des Ersten Weltkriegs arbeitete sie als Krankenschwester in einem Militärkrankenhaus.
Nach der Oktoberrevolution arbeitete Schokalskaja von 1918 bis 1942 in der Bodenkunde-Abteilung der Kommission für das Studium der natürlichen Produktivkräfte (ab 1924 Bodenkunde-Institut, 1927 nach Wassili Dokutschajew benannt und der Akademie der Wissenschaften der UdSSR (AN-SSSR) angegliedert). Sie beteiligte sich ab 1930 unter der Leitung Boris Polynows an der Erstellung der Bodenkundekarte Asiens, Indonesiens und Indochinas für den II. Internationalen Bodenkunde-Kongress. Unter der Leitung Leonid Prassolows nahm sie von 1935 bis 1937 an der Erstellung der Weltbodenkundekarte des Großen Sowjetischen Weltatlas teil. Daneben lehrte sie am Institut für Physische Geographie der AN-SSSR und am Institut für Mechanisierung der Sozialisierten Landwirtschaft.
Nach Beginn des Deutsch-Sowjetischen Kriegs wurde Schokalskaja im blockierten Leningrad 1942 Direktorin des Zentralen  Dokutschajew-Bodenkunde-Museums der AN-SSSR und leitete die Maßnahmen zum Schutz, zur Erhaltung und zum Wiederaufbau der Sammlungen (bis 1959). Für ihre Monografie über die Bodenkunde-Geographie Afrikas mit Bodenkundekarte im Maßstab 1:20.000.000 wurde sie 1948 zur Doktorin der geographischen Wissenschaften promoviert und 1949 zur Professorin ernannt.
Seit 1940 war sie Mitglied des Büros der Bodenkunde-Kommission sowie Mitglied des Präsidiums und des Wissenschaftlichen Rates der Sowjetischen Geographischen Gesellschaft und von 1942 bis 1944 bevollmächtigte Vizepräsidentin der Gesellschaft, deren Ehrenmitglied sie 1955 wurde.

## Ehrung
- Verdiente Wissenschaftlerin der RSFSR (1958)[1]